# فرودگاه شهرستان بون (ایندیانا)
فرودگاه شهرستان بون (ایندیانا) (به انگلیسی: Boone County Airport (Indiana)) یک فرودگاه همگانی بهره‌برداری هوایی است که یک باند فرود بتن دارد و طول باند آن ۱۰۹۷ متر است. این فرودگاه در شهر لبنان، ایندیانا کشور ایالات متحده آمریکا قرار دارد و در ارتفاع ۲۹۲ متری از سطح دریا واقع شده‌است.